# صموئيل هنري هاريس
صموئيل هنري هاريس (بالإنجليزية: Samuel Henry Harris)‏ هو جراح أسترالي، ولد في 22 أغسطس 1881، وتوفي في 25 ديسمبر 1936.